# Президентская кампания Гэри Джонсона (2016)
Президентская кампания Гэри Джонсона — предвыборная кампания бывшего губернатора Нью-Мексико от Республиканской партии, кандидата в президенты от Либертарианской партии (третья сила) на выборах президента Соединённых Штатов 2016 года. Претендент на пост вице-президента — Уильям Уэлд, бывший губернатор Массачусетса от Республиканской партии.
Джонсон и Уэлд были первыми после выборов 1948 года двумя губернаторами, участвующими в рамках одной кампании в президентских выборах. Они получили 3,3 % голосов (почти 4,5 миллиона избирателей), получив тем самым лучший результат либертарианцев на сегодняшний день и самую успешную кандидатуру от третьей партии со времён Росса Перо в 1996 году.

## Предыстория
Гэри Джонсон был либертарианским кандидатом и на прошлых президентских выборах в 2012 году, получив почти 1,3 миллиона голосов и набрав почти 1 % голосов избирателей. Общее количество голосов было самым высоким среди всех результатов, полученных любым кандидатом от партии на любой пост за всю её историю.

## Политическая позиция

### Внутренняя политика
Взгляды Джонсона описываются как культурный либерализм и фискальный консерватизм с поддержкой идей минархизма и военного невмешательства. На форуме консервативных политиков заявил о себе как о классическом либерале. Выступал против Obamacare и за упрощение и снижение налогов (за время его губернаторства он четырнадцать раз снижал налоги и никогда их не повышал). Он утверждал, что такая политика обеспечила бы прозрачность налоговой системы и стимулировала частный сектор к созданию десятков миллионов рабочих мест.
Гэри Джонсон отвергал действия властей, направленные на контроль и ограничение глобального потепления, называя их неэффективными, т. к., по его мнению, результат триллионных вложений несущественен. Он считает, что лучший способ защитить окружающую среду — защитить права собственности в условиях свободного рынка. Джонсон заявлял о том, что социальное обеспечение — это финансовая пирамида, и необходимо снижать государственные расходы. Он выступал за передачу контроля за государственными программами по здравоохранению на уровень штатов, т. е. за бо́льшую федерализацию.
Джонсон — сторонник отмены смертной казни путём её замены на пожизненное заключение. Он одобряет декриминализацию наркотиков, против цензуры в Интернете и против патриотического акта,  который даёт правительству и полиции широкие полномочия по надзору за гражданами, против федерального законодательства о контроле над оружием, выступал за дальнейшие послабления в этой сфере.
Также кандидат в президенты одобрительно высказывался об однополых браках, он отрицательно отнёсся к решению Барака Обамы вернуть этот вопрос штатам. Среди всех кандидатов Джонсон получил наивысший балл от Союза защиты гражданских свобод за его поддержку свободы личности. Он считает, что декриминализацию проституции следует оставить на усмотрение штатов, но, по его мнению, секс-работники более подвержены риску в нелегальной среде. Выступает в пользу разделения церкви и государства. Он заявлял, что аборт — это «выбор женщины».

### Внешняя политика
Гэри Джонсон выступал за прекращение военных вмешательств в дела других государств, сокращение военных баз за рубежом и обещал сократить военный бюджет на 43 % в свой первый президентский срок. Раскритиковал Хиллари Клинтон, бывшего госсекретаря, он охарактеризовал её как чрезмерно интервенционистски настроенную. Самой большой угрозой в мире Джонсон называл режим в Северной Корее.
Джонсон выступал за упрощение ограничений на временные рабочие визы и за борьбу с нелегальной иммиграцией.

## Кампания
Джонсон впервые заявил о выдвижении своей кандидатуры в президенты от либертарианцев в интервью на канале Fox News 6 января 2016 года.
3 марта 2016 года Джонсон выступил на Конференции консерваторов, рекламируя себя как стороннего кандидата от республиканцев, выступающих против Трампа, и заявив, что Либертарианская партия будет единственной третьей силой, способной внести своего кандидата в бюллетень для голосования во всех 50 штатах в 2016 году из-за препятствий для доступа к бюллетеням. Джонсон назвал политические взгляды Трампа авторитарными.
После того, как Тед Круз снялся с первичных выборов республиканцев, и Трамп стал предполагаемым кандидатом от Республиканской партии, сообщалось, что онлайн-поиск по кандидатуре Гэри Джонсона и Либертарианской партии в Google резко возрос. Джонсон начал получать время на национальном телевидении, его приглашали на ABC News, NBC News, CBS News, CNN, Fox News, MSNBC, Bloomberg и многие другие.
О своей возможной поддержке Джонсона тогда заявил и кандидат от республиканцев на выборах 2012 года Митт Ромни. Среди тех, кто поддержал кандидатуру Гэрри Джонсона на выборах были:
- член Палаты представителей, республиканец Скот Райгелл[32];
- бывший сенатор от Нью-Йорка, республиканец Джеймс Бакли[33];
- представитель Демократической партии штата Техас Джо Пикетт[34];

десятки региональных парламентариев-республиканцев, предприниматель и двоюродный брат Джорджа Буша-младшего Джонатан Буш и прочие.
В августе 2016 года  «Chicago Tribune» призвали избирательные организации предоставить возможность Джонсону участвовать в дебатах с основными кандидатами Трампом и Клнитон. Эту идею поддержал и бывший губернатор Калифорнии Арнольд Шварценеггер. В итоге до национальных дебатов Джонсон допущен не был.
В начале сентября 2016 года штаб Гэри Джонсона начал свою первую волну платной телерекламы. Они были нацелены на западные штаты Колорадо, Невада, Нью-Мексико, Орегон, Юта и Вашингтон, а также на штат Нью-Гэмпшир.
В ответ на растущие проценты в поддержку Джонсона, штаб Хиллари Клинтон усилил свою критику в его адрес, предупредив избирателей, что «голосование за третью силу — голосование за Дональда Трампа». Демократы занялись распространением обличающих роликов.
Интерес СМИ вызывали частые ошибки Гэри Джонсона в попытках назвать имена иностранных лидеров, а также незнание их имён и, в целом, путаница в его представлении современных внешнеполитических конфликтов.

## Результаты

Показатели Гэри Джонсона по каждому штату

Гэри Джонсон получил 4 489 233 голоса и 3,3 % голосов избирателей по всей стране, заняв 3-е место. Самый высокий процент голосов, полученных Джонсоном, был в Нью-Мексико (где он был губернатором с 1995 по 2003 год), там он получил 9,3 %.
Среди сторонников Джонсона 70 % были моложе 50 лет, и многие из них придерживались республиканской политической ориентации и имели степень бакалавра или выше, однако он был крайне непопулярен среди очень консервативных избирателей. 13 % сторонников Джонсона были чернокожими или латиноамериканцами, по сравнению всего с 6 % у Трампа.